# Zhang Bo (Architekt)
Zhāng Bó (张镈, * 12. April 1911 in Guǎngzhōu; † 1. Juli 1999 in Běijīng) war ein chinesischer Architekt des sozialistischen Klassizismus.

## Biografie
Zhāng Bós Vorfahren stammten aus Wúdì in der Provinz Shāndōng.
1930 begann Zhāng ein Architekturstudium der Universität Nordostchinas. Unter seinen Lehrern waren Liáng Sīchéng und Lín Huīyīn. Im Jahr darauf – nach dem Mukden-Zwischenfall – wechselte er an die National Central University (國立中央大學). Nach dem Studienabschluss 1934 arbeitete er zunächst für Kwan, Chu and Yang Architects (基泰工程司), wo er vor allem von Yáng Tíngbǎo (楊廷寶) nachhaltig beeinflusst wurde. 1941 leitete er die Untersuchungen zahlreicher historischer Gebäude in Běijīng.
1949 war Zhāng bei der Feuerwehr tätig und übersiedelte mit der Firma Kwan, Chu and Yang nach Hongkong.
Anfang 1951 kündigte Zhāng, kehrte in die eben gegründete Volksrepublik China zurück und wurde Chefarchitekt eines wichtigen staatlichen Architekturbüros in Běijīng. In den folgenden zehn Jahren leitete er die Entwürfe zahlreicher wichtiger Gebäude in Běijīng.
Zu Beginn der Kulturrevolution wurde Zhāng der Spionage bezichtigt und verfolgt.
1972 konnte er wieder arbeiten und leitete den Entwurf des Ostflügels des Hotels Běijīng (北京飯店). 1990 entwarf er im Auftrag der Kreisregierung von Wúdì die Rekonstruktion einer historischen Pagode.
Zhāng starb an einer Krebserkrankung in Běijīng. Seine Asche wurde im Grab seines Klanes im Dorf Chēwáng (车王镇) beigesetzt.

## Werke

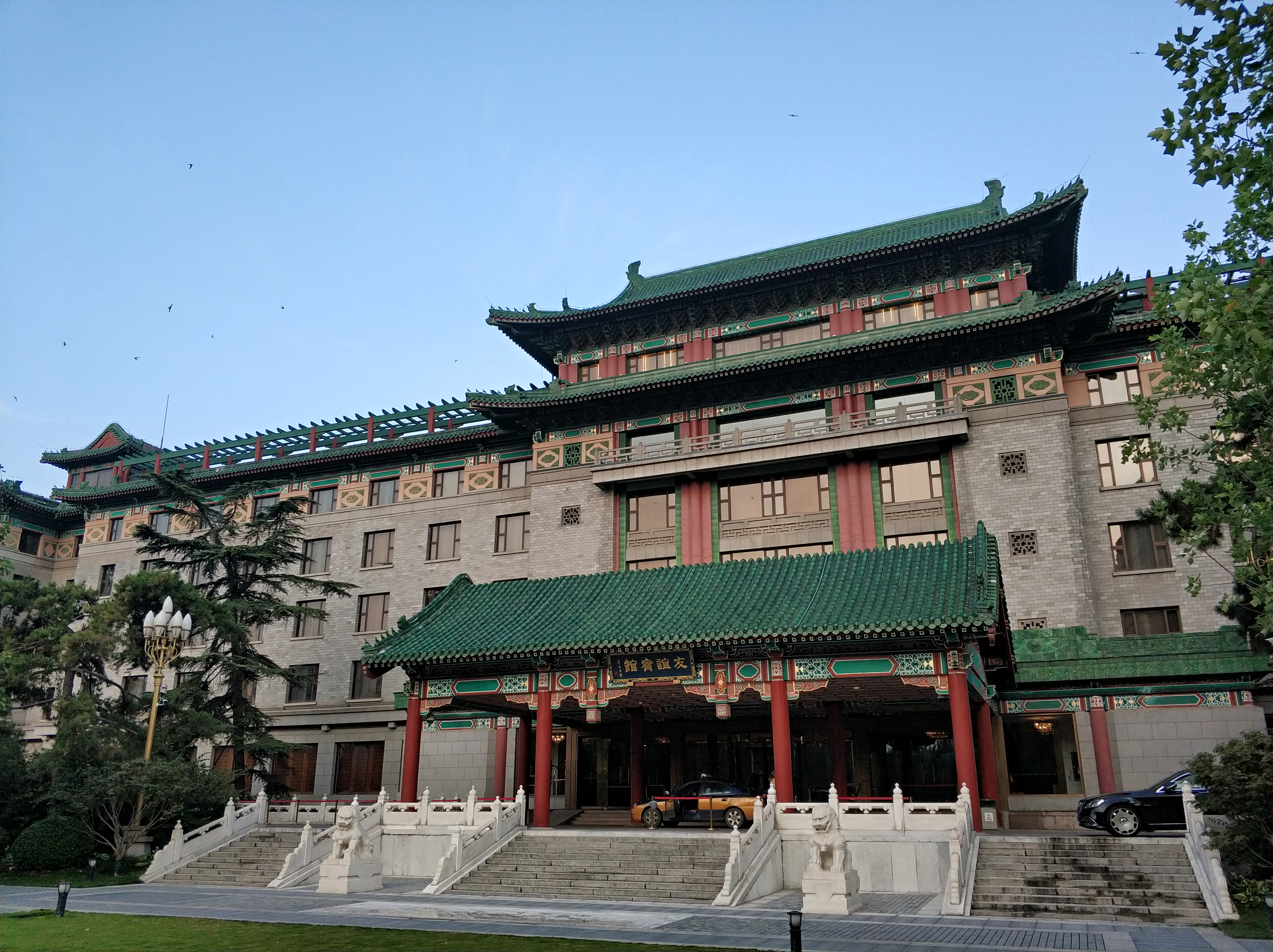
Hotel »Freundschaft« in Běijīng

### Gebäude
- Hotel »Freundschaft« in Běijīng, 1954 (友谊宾馆)
- Halle des Nationalen Volkskongresses in Běijīng, 1958 (人民大會堂)
- Kulturpalast der Nationalitäten in Běijīng, 1959 (民族文化宫)

### Autobiografie
- 杨永生（Hg.）：《我的建筑创作道路》，中国建筑工业出版社，2007；ISBN 9787112022090；
Neuauflage: 《我的建筑创作道路》，天津大学出版社，2011；ISBN 9787561838259。